# Старые Омутищи
Старые Омутищи — деревня в Петушинском районе Владимирской области России, входит в состав Петушинского сельского поселения.

## География
Деревня расположена в 11 км на запад от райцентра города Петушки, железнодорожная платформа Омутище на линии Москва — Владимир.

## История
Первое упоминание о деревне Омутищи имеется в писцовых книгах первой половины XVII столетия, в ней значилось 14 дворов крестьянских и 2 бобыльских. В переписных книгах 1678 года в числе прочих деревень Крутецкого прихода также упоминаются Омутищи. В переписных книгах 1705 года в деревне Омутищи числилось 35 дворов и 124 души. В 1926 году в деревне имелось 162 хозяйства.
В конце XIX — начале XX века деревня входила в состав Аннинской волости Покровского уезда.
С 1929 года деревня являлась центром Омутищенского сельсовета, с 1949 года — в составе Петушинского сельсовета Петушинского района, с 2005 года — в составе Петушинского сельского поселения.

## Население
| 1859 | 1897 | 1905 | 1926 | 2002 | 2010 | 2021 |
| ---- | ---- | ---- | ---- | ---- | ---- | ---- |
| 444  | ↗594 | ↘589 | ↗699 | ↘364 | ↘274 | ↘252 |

## Инфраструктура
В деревне находятся фельдшерско-акушерский пункт, отделение федеральной почтовой связи.

## Известные люди
В деревне родился участник Великой Отечественной войны Герой Советского Союза Иван Михайлович Гусев.